# Rémy Chevrin

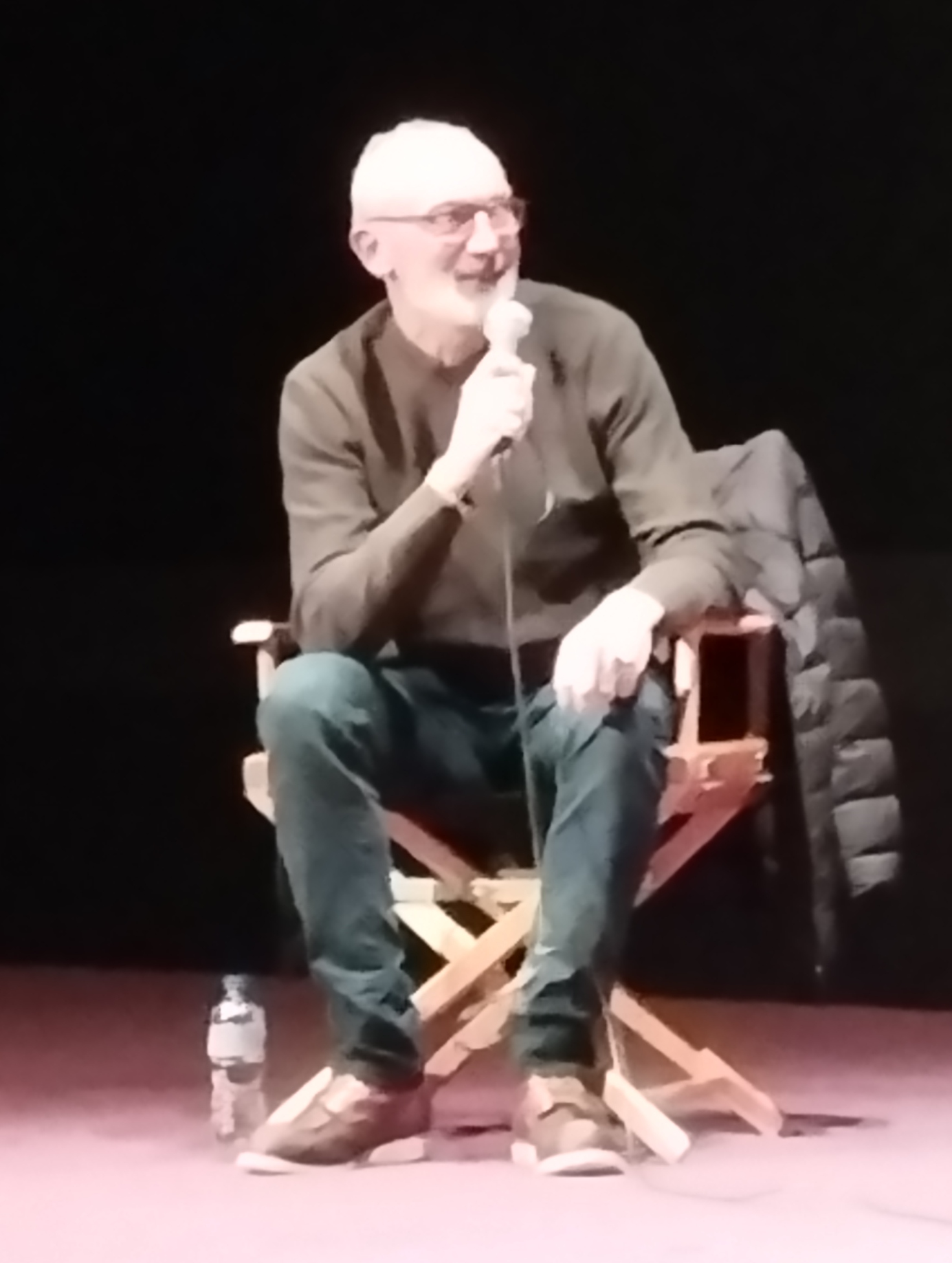
Rémy Chevrin, 2023

Rémy Chevrin (* 12. April 1963 in Frankreich) ist ein französischer Kameramann.

## Leben
Chevrin arbeitete seit Ende der 1980er Jahre regelmäßig als Kameraassistent für Werbe- und Spielfilme. Nachdem er Anfang der 1990er Jahre mehrere Kurzfilme drehte, debütierte er mit dem 1994 erschienenen Horrorfilm Parano als Kameramann für einen Langspielfilm. Seit 2001 war er in allen Filmen des Regisseurs Yvan Attals der Kameramann. Bei den Prix Lumières erhielt er 2015 für seine Arbeit an À la vie die Auszeichnung für die Beste Kamera.

## Filmografie (Auswahl)
- 1994: Parano
- 2001: Meine Frau, die Schauspielerin (Ma femme est une actrice)
- 2002: Mein Bruder Leo (Tout contre Léo)
- 2003: Monsieur Ibrahim und die Blumen des Koran (Monsieur Ibrahim et les fleurs du Coran)
- 2004: Happy End mit Hindernissen (Ils se marièrent et eurent beaucoup d’enfants)
- 2005: Geh und lebe (Va, vis et deviens)
- 2006: Hilfe, Ferien! (Nos jours heureux)
- 2007: Chanson der Liebe (Les chansons d’amour)
- 2011: Die Liebenden – von der Last, glücklich zu sein (Les bien-aimés)
- 2011: Nathalie küsst (La délicatesse)
- 2014: 137 Karat – Ein fast perfekter Coup (Le dernier diamant)
- 2016: The Jews
- 2017: Die brillante Mademoiselle Neïla (Le brio)
- 2018: Sorry Angel (Plaire, aimer et courir vite)
- 2019: Der Hund bleibt (Mon chien Stupide)
- 2019: Zimmer 212 – In einer magischen Nacht (Chambre 212)
- 2021: Menschliche Dinge (Les choses humaines)
- 2021: Schmetterlinge im Ohr (On est fait pour s’entendre)
- 2023: Un coup de dés n’abolira jamais le hasard
- 2024: Marcello Mio